# Canalul Oporelu
Canalul Oporelu este un colector în lungul malului drept al Oltului, în dreptul lacului de acumulare Arcești. Canalul este codificat în cadastrul apelor.